# Dexiomimops longipes
Dexiomimops longipes là một loài ruồi trong họ Tachinidae.